# 胡德里弗
胡德里弗（英語：Hood River）是美國俄勒岡州胡德里弗縣的縣治和最大城市，位於該州最高峰胡德山以北30英里，面積3.35平方英里，海拔高度160英尺，得名於附近的胡德河，2010年人口7,167人。